# Passo di Pradaccio
Der Passo di Pradaccio oder Passo del Lagadello ist ein 1623 m s.l.m. hoher Gebirgspass im Ligurischen Apennin in Italien. Er bildet die Grenze der Regionen Toskana und Emilia-Romagna und verbindet über die Provinzialstraße SP 71 die Gemeinde Castelnuovo di Garfagnana mit dem Passo delle Radici, der ins östliche Valle del Pelago führt.
Im Straßenradsport ist der Pass auch unter dem Namen Alpe San Pellegrino bekannt. In den Alpen liegt der namensähnliche Passo San Pellegrino.

## Auffahrten
Die bekannteste Auffahrt führt auf der SP 71 von Castelnuovo di Garfagnana über die kleine Ortschaft San Pellegrino auf die Passhöhe. Der 14,2 Kilometer lange Anstieg weist dabei eine durchschnittliche Steigung von 8,7 % auf, wobei maximale Steigungsprozente von 19 % befahren werden müssen. Die Zufahrt erfolgt auf den ersten vier flachen Kilometern über Pieve Fosciana, ehe der Anstieg mit dem Abzweiger der SP 71 bei der Ortschaft Campori beginnt. Nun nehmen die Steigungsprozente deutlich zu. Die ersten vier Kilometer führen mit 9 % im Schnitt nach Pellizzana, wo die Straße kurzfristig abflacht. Danach folgen vier weitere Kilometer bei 9 %, ehe fünf Kilometer vor der Passhöhe ein 1000 Meter langes Flachstück erreicht wird. Kurz nach der Boccaia-Kapelle beginnt der anspruchsvollste Abschnitt, auf dem die Steigungsprozente kaum unter 10 % fallen. Hier werden zudem Rampen von bis zu 19 % erreicht. 1500 Meter vor der Passhöhe die Ortschaft San Pellegrino mit dem Kirchengebäude San Pellegrino in Alpe durchfahren, bevor die Straße auf dem letzten Kilometer auf 6 % abflacht.
Alternativ kann der Passo di Pradaccio auch über den Passo delle Radici erreicht werden. Die beiden Pässe verbindet ein 1000 Meter langer Abschnitt,  der im Schnitt mit 9,5 % ansteigt. Der Westauffahrt des Passo delle Radici verläuft parallel zum Passo di Pradaccio weist jedoch geringere Steigungsprozente auf. Die Ostauffahrt hat ihren Ausgangspunkt in Pievepelago. Sie weist auf einer Länge von 15,4 Kilometern eine durchschnittliche Steigung von 5,6 % auf (inklusive Auffahrt zum Passo di Pradaccio).

## Radsport
Der Giro d’Italia führte im Jahr 1989 erstmals über den Passo di Pradaccio. Der Pass wurde damals unter dem Namen Valico di San Pellegrino in Alpe zur Hälfte der vorletzten Etappe befahren, die von La Spezia nach Prato führte. Der Belgier Claude Criquielion gewann die Bergwertung auf dem Passo di Pradaccio, musste sich im Kampf um den Etappensieg jedoch dem Italiener Gianni Bugno geschlagen geben. Laurent Fignon verteidigte als Tagesdritter die Maglia Rosa und gewann einen Tag später seinen einzigen Giro d’Italia.
Im Jahr 1995 wurde der Passo di Pradaccio erneut als Valico di San Pellegrino in Alpe überquert, wobei er diesmal das Finale der 11. Etappe eröffnete, die nach drei kleineren Anstiegen in Il Ciocco zu Ende ging. Enrico Zaina führte über den Pass und gewann den Abschnitt aus der Ausreißergruppe, während Tony Rominger das Rosa Trikot verteidigte. Beim Giro d’Italia 2000 bildete der Passo di Pradaccio als Bergwertung San Pellegrino in Alpe den vorletzten Anstieg der 9. Etappe, ehe das Ziel in Abetone erreicht wurde. Francesco Casagrande setzte sich kurz vor der Ortschaft San Pellegrino von den restlichen Fahrern ab und überquerte die Passhöhe mit einem Vorsprung von wenigen Sekunden, ehe er nach einem Solo über rund 30 Kilometer mit einem Vorsprung von mehr als eineinhalb Minuten in Abetone ankam. Er übernahm das Rosa Trikot und musste dieses erst im abschließenden Bergzeitfahren von Sestriere an seinen Landsmann Stefano Garzelli abgeben. Marco Pantani der damals ebenfalls beim Giro d’Italia am Start stand, verlor im Anstieg des Passo di Pradaccio fast sieben Minuten.
Beim Giro d’Italia 2025 kehrte San Pellegrino in Alpe ins Programm der Italien-Rundfahrt zurück, wobei der Anstieg das Finale der 11. Etappe eröffnete. 91,9 Kilometer vor dem Ziel wurde auf der Passhöhe des Passo di Pradaccio eine Bergwertung der 1. Kategorie abgenommen, ehe die Strecke über die Anstiege von Toano und Pietra di Bismantova nach Castelnovo ne’ Monti führte. Lorenzo Fortunato gewann die Bergwertung, während es im Hauptfeld zu den ersten Angriffen kam. Die große Distanz zum Ziel führte jedoch nicht zu einer längerfristigen Selektion.
| Jahr | Etappe     | Bergwertung  | Fahrer               | Auffahrt            |
| ---- | ---------- | ------------ | -------------------- | ------------------- |
| 1989 | 21. Etappe | GPM          | Claude Criquielion   | über San Pellegrino |
| 1995 | 11. Etappe | GPM          | Enrico Zaina         | über San Pellegrino |
| 2000 | 9. Etappe  | 1. Kategorie | Francesco Casagrande | über San Pellegrino |
| 2025 | 11. Etappe | 1. Kategorie | Lorenzo Fortunato    | über San Pellegrino |